# (16579) 1992 GO
1992 جي أو (ويعرف أيضًا باسم (16579) 1992 جي أو وفق تسمية الكوكب الصغير) (بالإنجليزية: 1992 GO)‏ هو كويكب ضمن حزام الكويكبات؛ وترتيبه 16579 من حيث الاكتشاف.
اكتُشف هذا الجُرم الفلكي بواسطة هيروشي كانيدا في 3 أبريل 1992.

## وصلات خارجية
- (16579) 1992 GO في قاعدة بيانات مختبر الدفع النفاث لأجرام النظام الشمسي الصغيرة

- الاكتشاف · مخطط المدار ·  العناصر المدارية · المعلمات المادية

- (16579) 1992 GO على موقع ويكي سكاي: DSS2, SDSS, GALEX, IRAS, Hydrogen α, X-Ray, Astrophoto, Sky Map, Articles and images